# San Pedro de los Majarretes
San Pedro de los Majarretes es una entidad singular de población del municipio español de Valencia de Alcántara, en la provincia de Cáceres.

## Geografía física

### Ubicación
| Noroeste: La Fontañera |                  |                               |
| Oeste: Pitaranha       |                  |                               |
| Suroeste: Marvão       | Sur: Las Casiñas | Sureste: Las Huertas de Cansa |

## Cultura

### Patrimonio material
- Monasterio (o convento) que fue en un principio dedicado a Santa María para después ser conocido, primero como de San Francisco, y luego como de San Pedro de Alcántara, en todos los casos con el sobrenombre de Los Majarretes por el paraje abrupto de peñascos en que se enclava.[1]San Pedro de Alcántara, patrón de Extremadura, hizo el noviciado y tomó los hábitos de la orden franciscana en este lugar. El templo del convento tiene la particularidad de contar con dos altares superpuestos. La fachada del templo tiene dos escudos de granito, uno perteneciente a la Orden de San Julián del Perero de la que nació la de Alcántara y el otro de la Villa de Vª de Alcántara, uno de los más antiguos de estos blasones.[2]

- Horno comunitario.[3]
- Testamento de un vecino tallado en una piedra.[4]
- Fuente Blanca.
- Fuente El Grifo.

### Patrimonio inmaterial
- Anualmente el 19 de octubre se celebra la Fiesta de San Pedro con una romería la noche anterior; y con misa, procesión, subasta y baile el día 19.[5]